# Schwebefähre Osten–Hemmoor

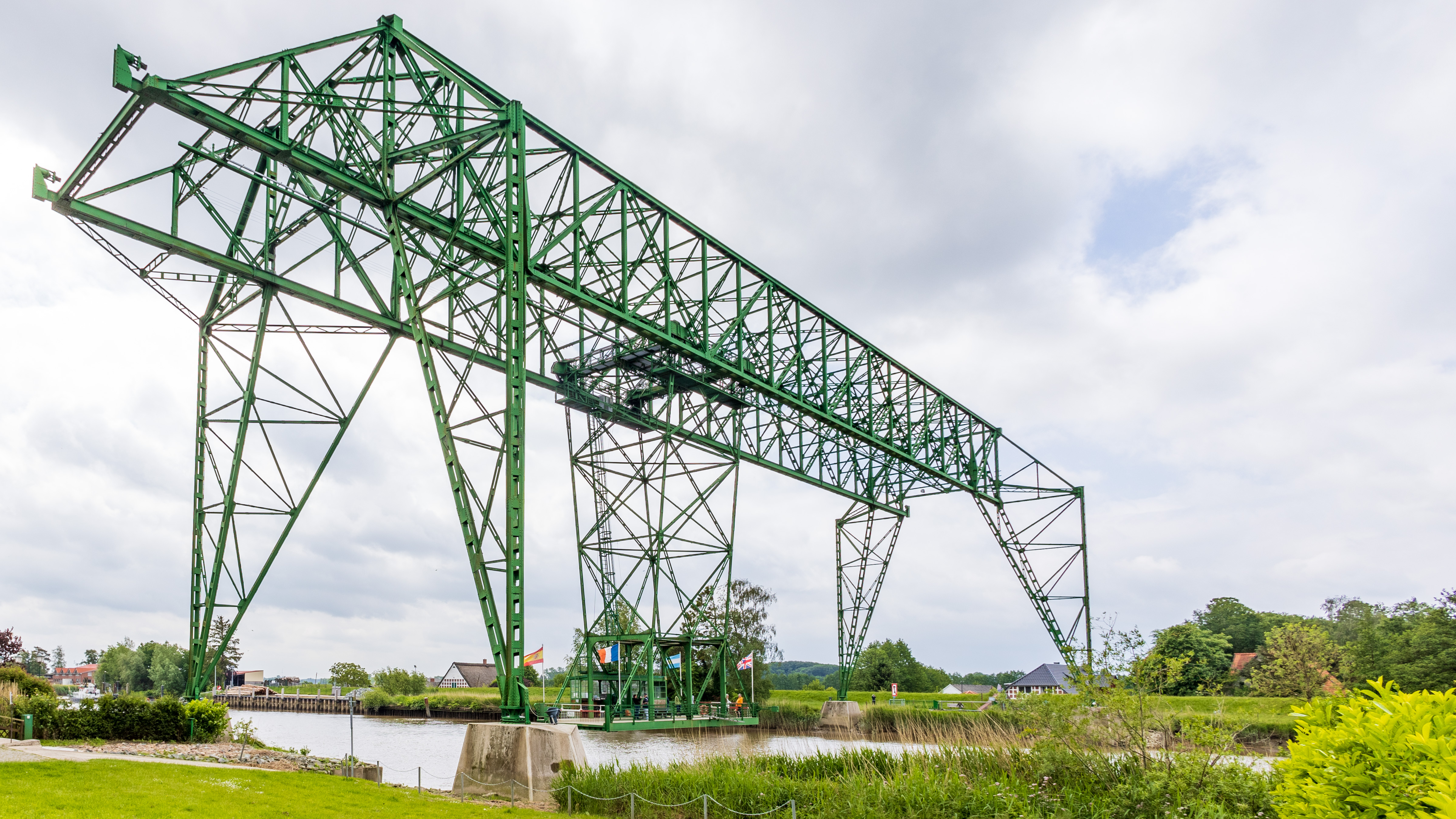
Schwebefähre Osten–Hemmoor

Die Schwebefähre Osten–Hemmoor ist eine 1909 in Betrieb genommene Schwebefähre im Landkreis Cuxhaven, die die Oste zwischen Osten und Hemmoor überquert. Seit 1974 steht die Fähre als technisches Kulturdenkmal unter Schutz und ist heute Bestandteil der Touristik-Route Deutsche Fährstraße.

## Geschichte

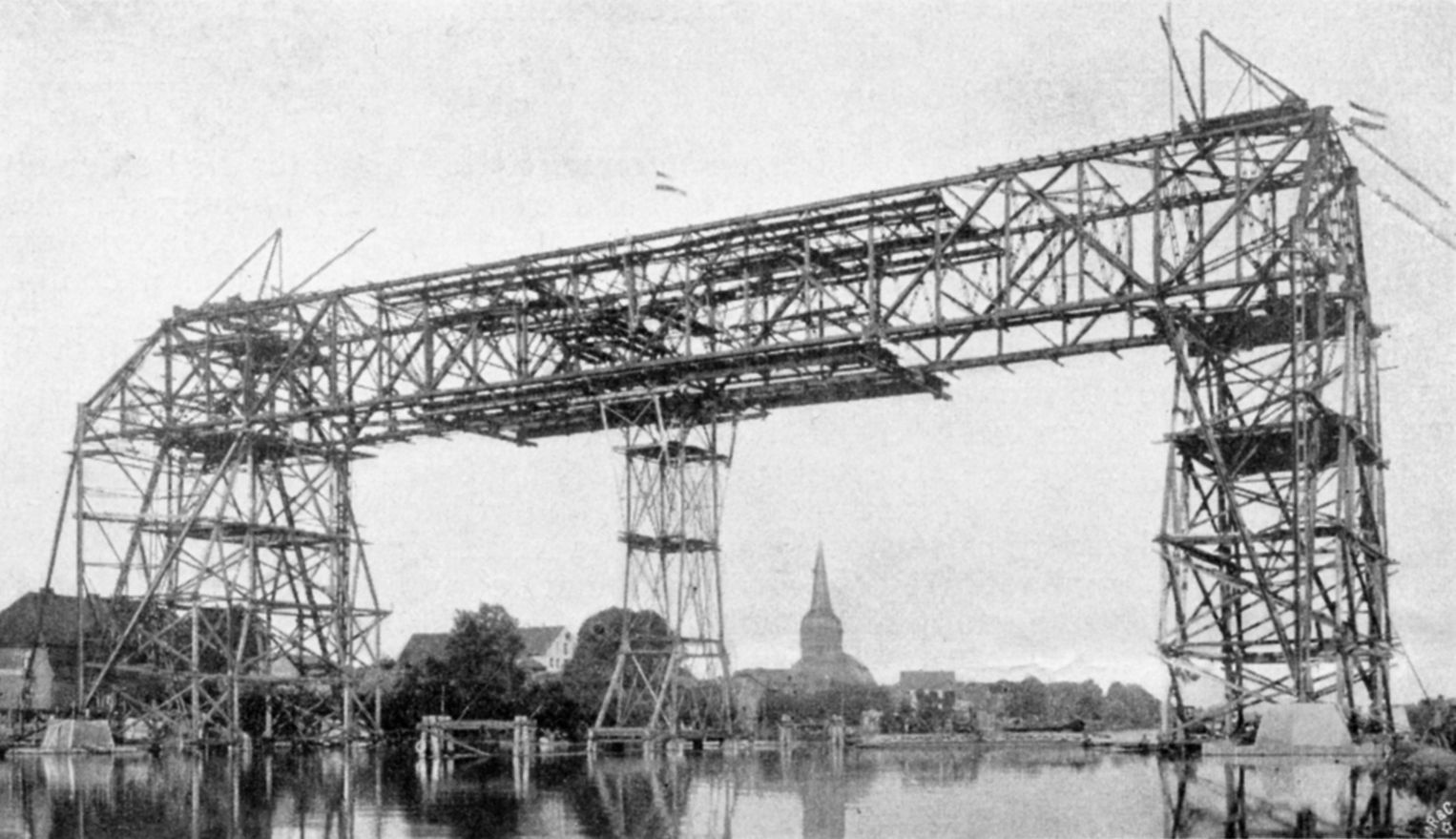
Schwebefähre in Bau

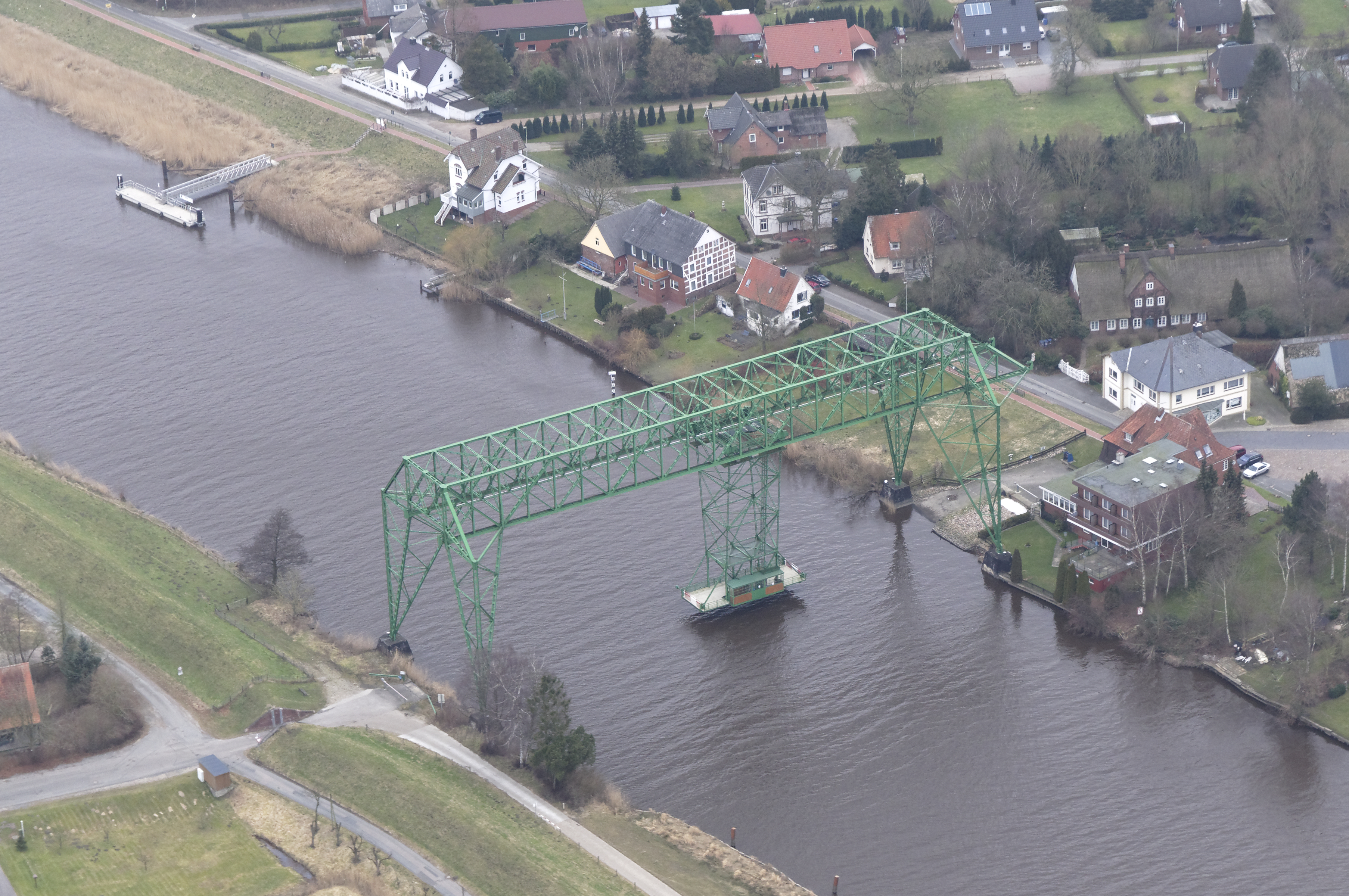
Luftbild von Südosten

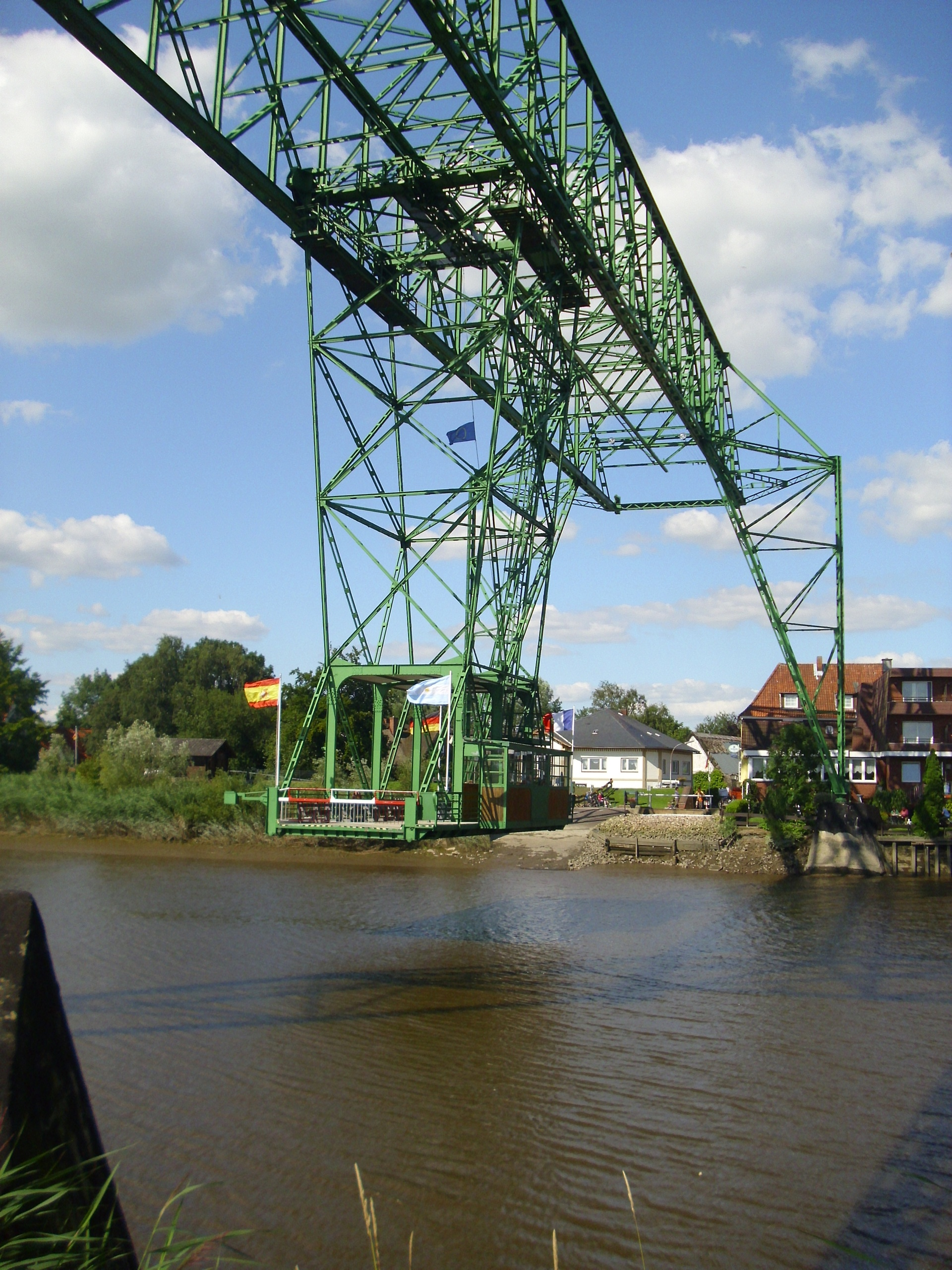
Gondel beim Übersetzen

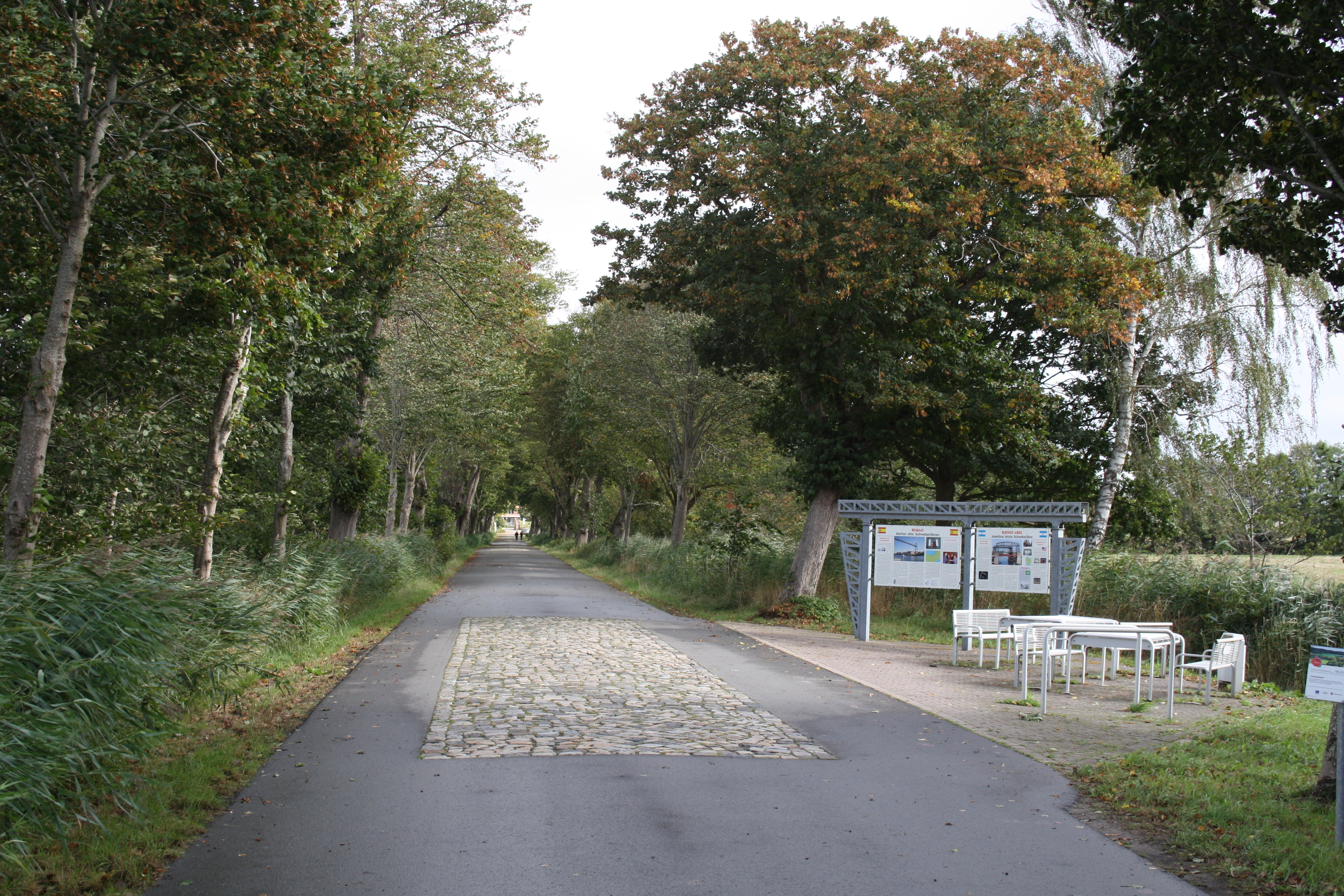
Info-Meile der Welt-Schwebefähren

Ende des 19. Jahrhunderts wurden in der Gemeinde Osten Überlegungen angestellt, die bis dahin betriebene Prahmfähre, die zwischen Osten und Basbeck (seit 1968 Ortsteil von Hemmoor) über die Oste verkehrte, durch den Bau einer Drehbrücke zu ersetzen. Problematisch war bis dahin vor allem die Verfügbarkeit der Fährverbindung, die durch hohe Wasserstände der Oste, beeinflusst durch die Gezeiten der Nordsee, durch Stürme und durch Eisgang beeinträchtigt wurde. Der Bau einer Drehbrücke wurde jedoch auf Grund der hohen Kosten (die überschlägige Berechnung belief sich auf 420.000 Mark) und der Zeitverluste bei Bedienung der Drehbrücke aufgegeben.
Am 10. Mai 1899 fasste der Gemeinderat von Osten stattdessen den Beschluss, eine Schwebefähre zu bauen, die witterungsunabhängig den Straßenverkehr über die Oste befördern konnte. Vorgabe für die Konstruktion war, dass die Gondel Raum für zwei gekoppelte Fuhrwerke und 25 Personen bot. Die Tragkonstruktion sollte so hoch gebaut werden, dass „vollbemastete Seeschiffe“ diese unbehindert durchfahren konnten. Hierzu war eine lichte Höhe von 21 m über den höchsten Wasserstand erforderlich.
Seit dem Frühjahr 1903 erarbeiteten das MAN Werk Gustavsburg und die Allgemeine Elektricitäts-Gesellschaft (AEG) konkrete Pläne für die Ausgestaltung der Anlage. Da jedoch erst im April 1908 die Finanzierung des Fährbaus geklärt werden konnte, begannen die Bauarbeiten Ende 1908. Die Bauleitung oblag dem Berliner Ingenieur Max Pinette. Trotz des ungünstigen Baubeginns im Winter wurde die Anlage bis August 1909 fertiggestellt. Die Baukosten beliefen sich inklusive der elektrischen Zentrale auf 180.000 Mark. Am 25. September 1909 erfolgte die amtliche Probebelastung und Abnahme. Am Basbecker Ufer fand am 1. Oktober 1909 die offizielle Einweihungsfeier statt.
Eine erste Veränderung erfuhr die Anlage in den 1920er Jahren, als der elektrische Antrieb von Gleich- auf Drehstrom umgestellt wurde.
Die im Rahmen der Massenmotorisierung steigenden Beförderungszahlen und die dafür sehr geringe Kapazität der Schwebefähre führten nach Ende des Zweiten Weltkrieges sehr rasch zu langen Wartezeiten an der Schwebefähre und somit zu entsprechend großen Verkehrsbehinderungen; während dieser Zeit erwirtschaftete die Schwebefähre stets einen Gewinn. Um den steigenden Fahrzeuglasten Rechnung zu tragen, wurde im
Jahre 1966 der untere Teil der Fährgondel infolge eines Befundes des TÜV erneuert. Zu diesem Zeitpunkt befand sich jedoch im Zuge des Baues der Ortsumgehung Osten bereits ein Brückenbau in Planung.
Nachdem die in den Jahren 1969–1974 erbaute Brücke bei Osten für die Bundesstraße 495 am 30. Mai 1974 für den Verkehr freigegeben war, wurde am Tage darauf die Fähre für den öffentlichen Verkehr stillgelegt. 1975 übernahm der Kreis Land Hadeln die Schwebefähre in sein Eigentum. In den Jahren 1975/76 wurde das Fährgerüst überholt (Sandstrahlung und neuer Farbanstrich).
Am 17. Oktober 1975 wurde die Fördergesellschaft zur Erhaltung der Schwebefähre Osten als Verein gegründet. Die Fördergesellschaft übernahm den Betrieb der Fähre für Zwecke des Fremdenverkehrs.

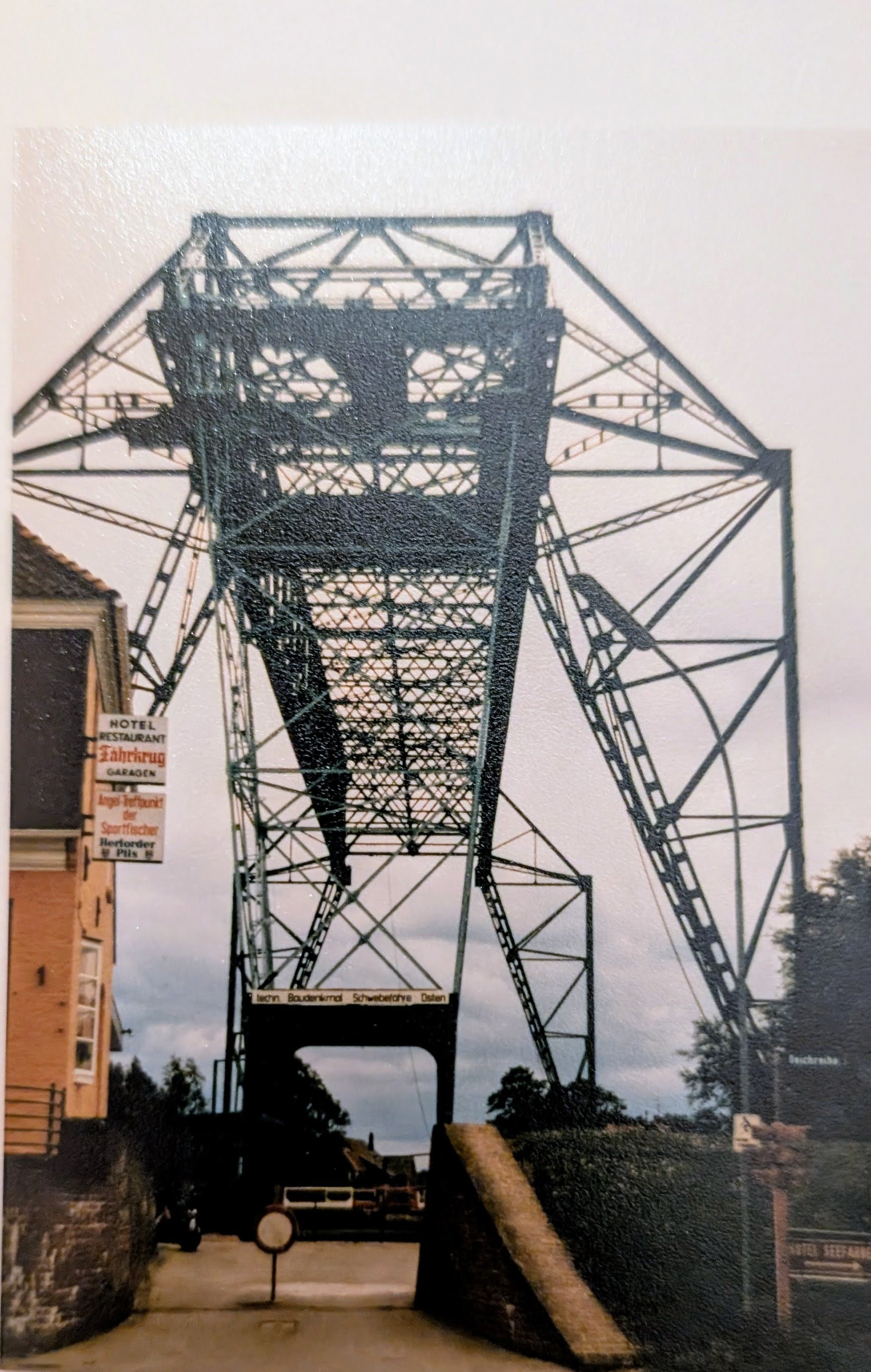
Schwebefähre Osten – Hemmoor im Sommer 1984, links Fährkrug

In einem 2001 erstellten Gutachten wurde festgestellt, dass erhebliche Mängel am Traggerüst und der Technik bestanden, die zu einer Stilllegung des Betriebes führten. Neben dem Antrieb war die Elektrik zu erneuern und Rostschutzmaßnahmen am Gerüst vorzunehmen. Für die Sanierung wurden 1,1 Mio. Euro, hauptsächlich Mittel des Landes Niedersachsen, bereitgestellt. 2006 wurde die Sanierung abgeschlossen, und es werden seitdem mit der Schwebefähre wieder touristische Fahrten durchgeführt. Sie ist ein beliebtes Ausflugsziel und zum Wahrzeichen der Region des Ostelandes und der Deutschen Fährstraße geworden. Entlang der Fährstraße in Hemmoor informiereren zahlreiche Schautafeln der Info-Meile der Welt-Schwebefähren über die örtliche und weitere derartige Anlagen.
2009 zeichnete die Bundesingenieurkammer die Schwebefähre als Historisches Wahrzeichen der Ingenieurbaukunst in Deutschland aus.

## Technische Daten
- Verbaute Stahlmenge: 286 Tonnen[2]
- Länge: 90 m
- Stützweite des Überbaues: 80 m

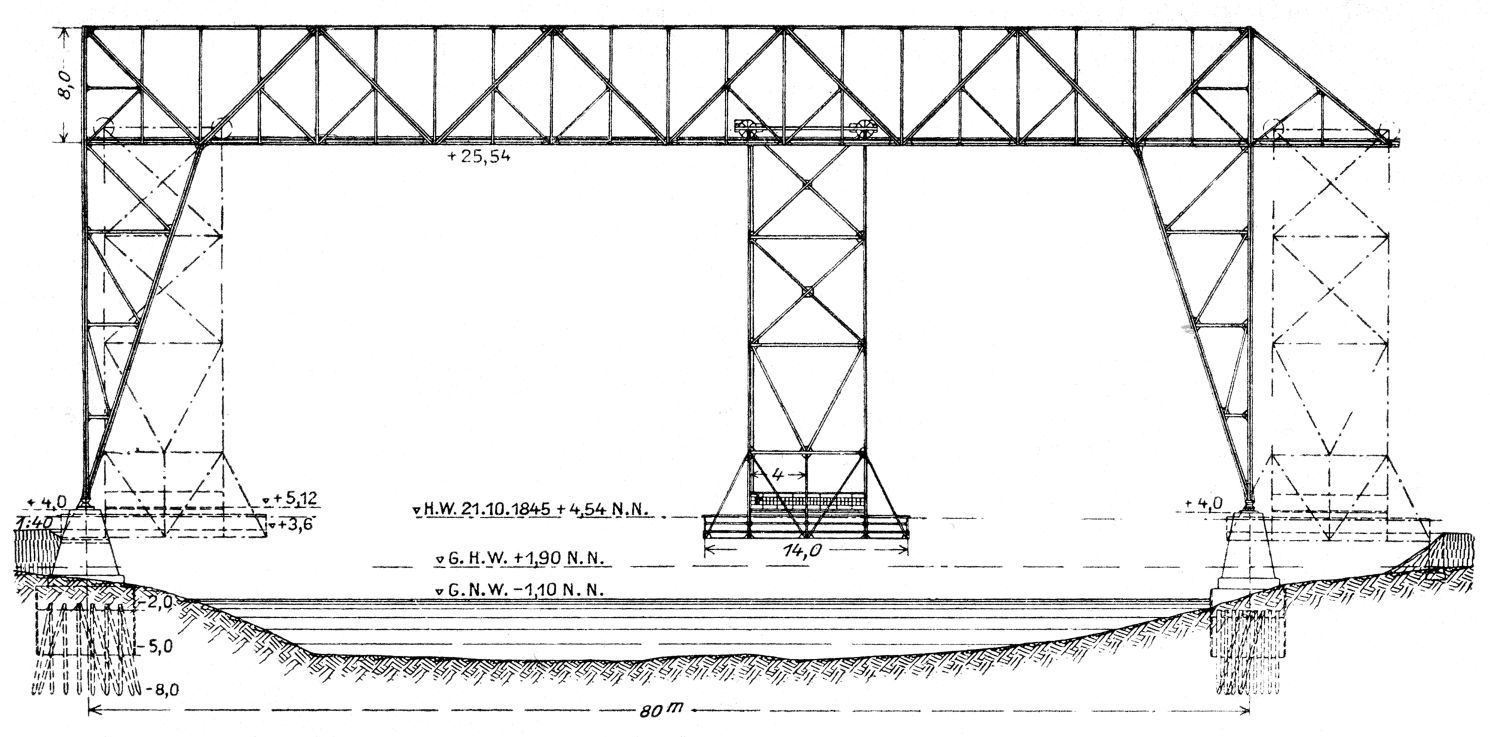
Seitliche Abmessungen

- Konstruktions-Unterkante: 30 m über NN
- Höhe des Fach-Gerüstes: 8 m
- Gesamthöhe: 38 m
- Portal-Weite: 25 m
- Tragwand-Abstand: 10 m
- Schweberahmen: 8 m × 8,75 m
- Durchfahrtshöhe beim höchsten Wasserstand: 21 m
- Spurweite des Wagengleises: 9,20 m
- Traglast: 18 t
- Größe der Gondel: 16 m × 4,30 m
- Eigengewicht der Gondel: 34 t
- Motor: E-Motor mit einer Leistung von 13 kW